# 王荣福
王荣福，医学家，教授，博士毕业于美国佐治亚大学，主要从事癌症免疫治疗等方面的研究工作，2005年入选中华人民共和国教育部第七批"长江学者"特聘教授。